# Křeček nosatý
Křeček nosatý (Oxymycterus nasutus) je jihoamerický hlodavec. Je to endemit Uruguaye a jihovýchodní Brazílie. Vyskytuje se v nadmořských výškách nad 400 - 500 m, obývá mokřady, pobřežní písčiny, pastviny a břehy potoků. Do otevřených prostor vychází jen zřídka. Je aktivní ve dne a za úsvitu a za soumraku, jedná se o hmyzožravce. Slídí pod kameny, padlými kmeny a v listí po larvách hmyzu a žížalách, které vyhrabává předníma nohama s velkými drápy. Používá nory a cestičky jiných hlodavců, nebuduje si svoje vlastní.
Křeček nosatý má tělo dlouhé 9,5 - 17 cm, šupinatý, řídce osrstěný ocas je 7 - 14,5 cm dlouhý. Dosahuje hmotnosti 90 g. Srst na hřbetě je tmavá, načervenalá nebo nažloutlá, s černým podélným pruhem, boky jsou žlutohnědé a spodní strana zvířete je šedě žlutooranžová. Čenich je dlouhý a ohebný a podobný čenichům rejsků.